# Gips (skały)
Gips – grupa skał  na wzgórzu Łężec na Wyżynie Częstochowskiej. Znajdują się na północnych stokach wschodniej części wzgórza, w obrębie miejscowości Morsko w województwie śląskim, w powiecie zawierciańskim w gminie Włodowice. Zaliczane są do grupy Skał Morskich.
Skały Gipsu tworzą dość nieregularnie rozrzucony po lesie pas skał o długości około 300 m i wysokości od 7 do 16 m. Dopiero od 1994 roku stały się obiektem wspinaczki skalnej i rejon ten nie jest jeszcze całkowicie przez wspinaczy wyeksploatowany, nadal istnieje możliwość tworzenia nowych dróg. Skały znajdują się poza szlakami turystycznymi i są dość rzadko odwiedzane przez wspinaczy, co zapewnia wspinaczkę w ciszy oraz w cieniu. Ich odszukanie w terenie jest nieco trudne, gdyż nie prowadzą do nich znakowane ścieżki. Skały zbudowane są z twardego wapienia skalistego. W grupie Gipsu znajduje się 9 skał: Gips I, Gips II, Gips III, Gips IV, Gips V, Gips VI, Gips VII, Gips VIII i Biwakowa. Do 2019 roku poprowadzono na nich 42 drogi wspinaczkowe o trudności od II do VI.5 w skali polskiej i długości od 9 do 20 m. Do wspinaczki wystarczy lina 50 metrowa i 10 ekspresów. Większość dróg ma niedawno zamontowane stałe punkty asekuracyjne (ringi lub spity i stanowiska zjazdowe), kilka dróg można pokonać tylko wspinaczką tradycyjną.

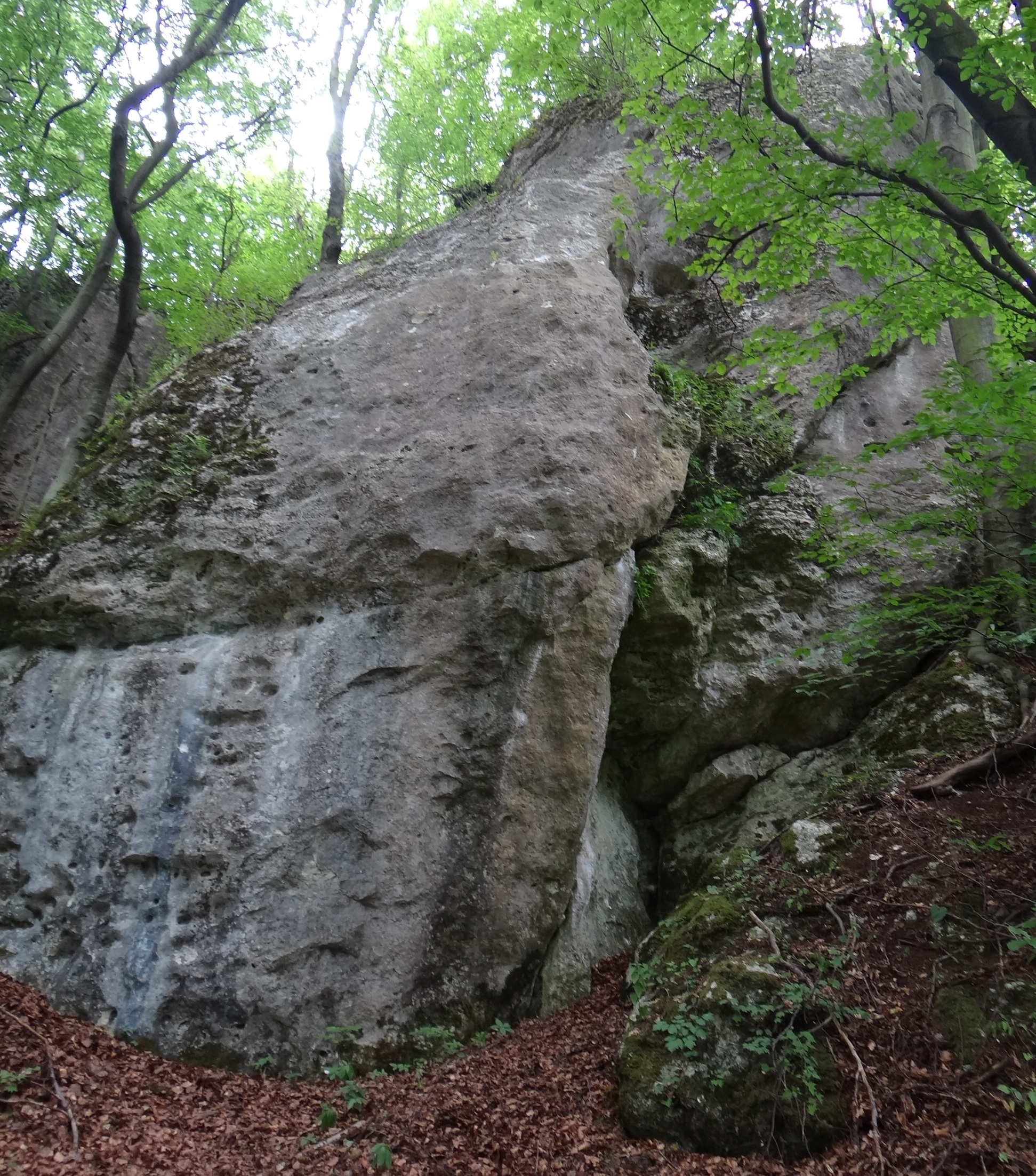
Gips I
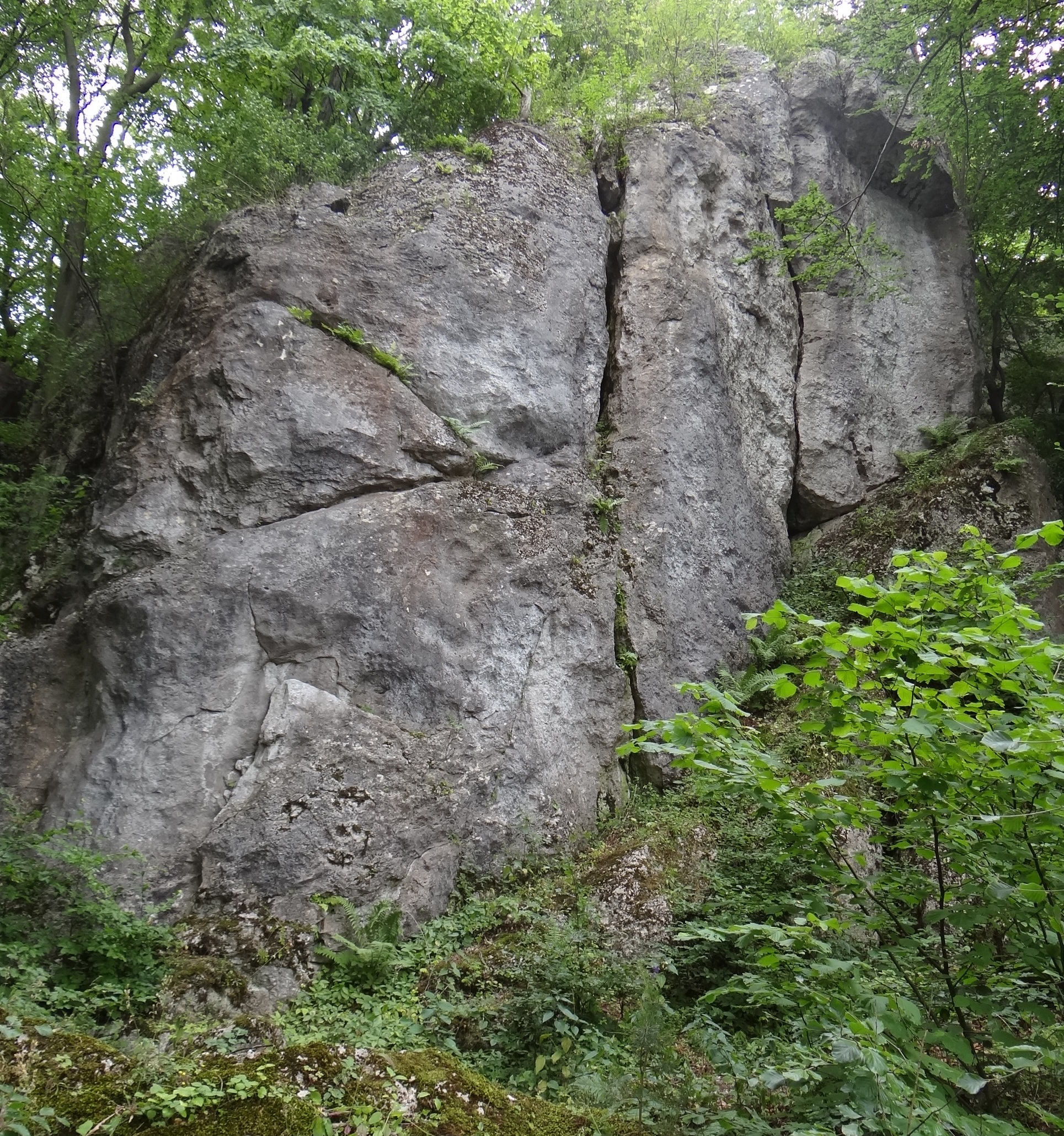
Gips II
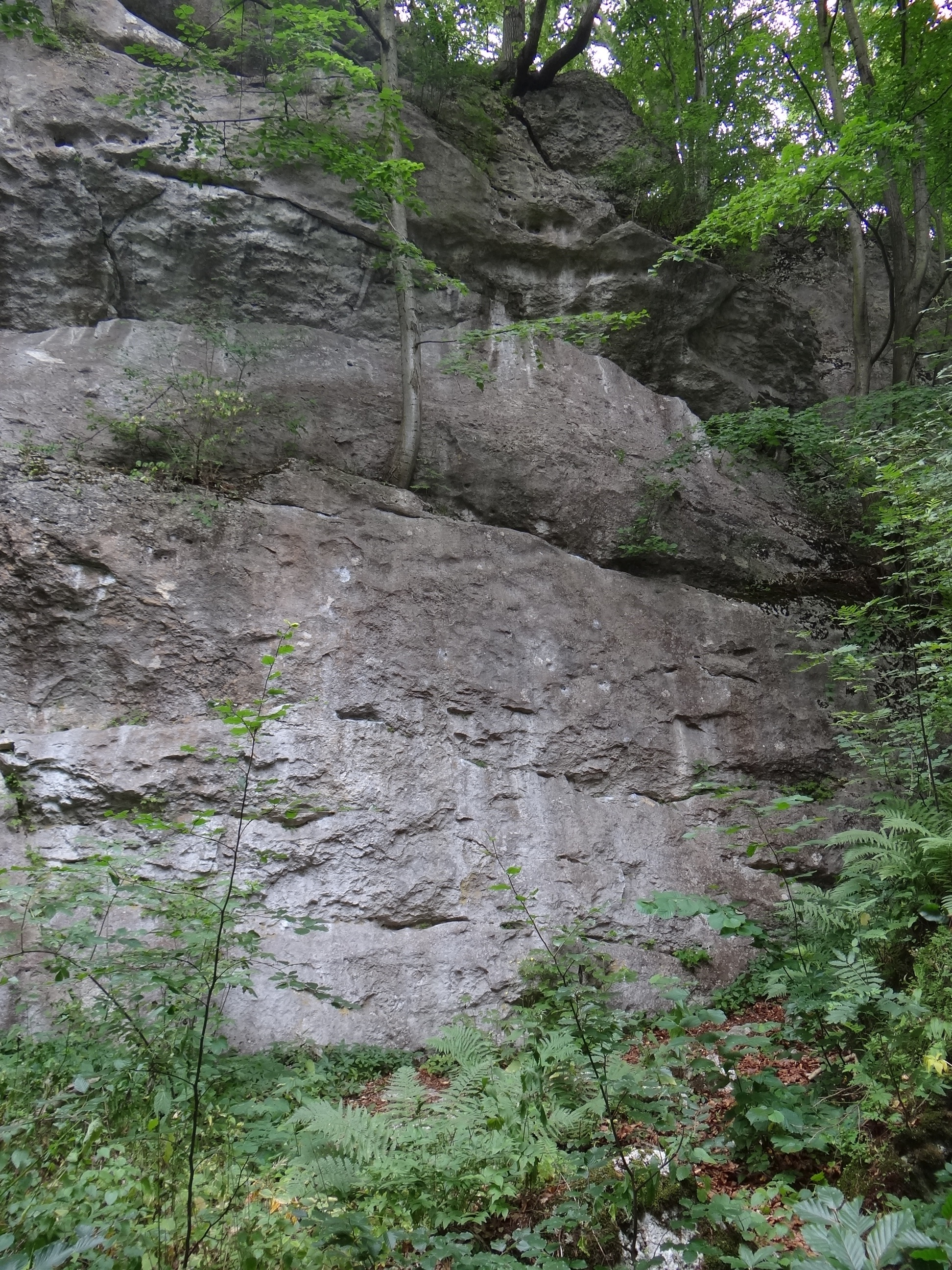
Gips III
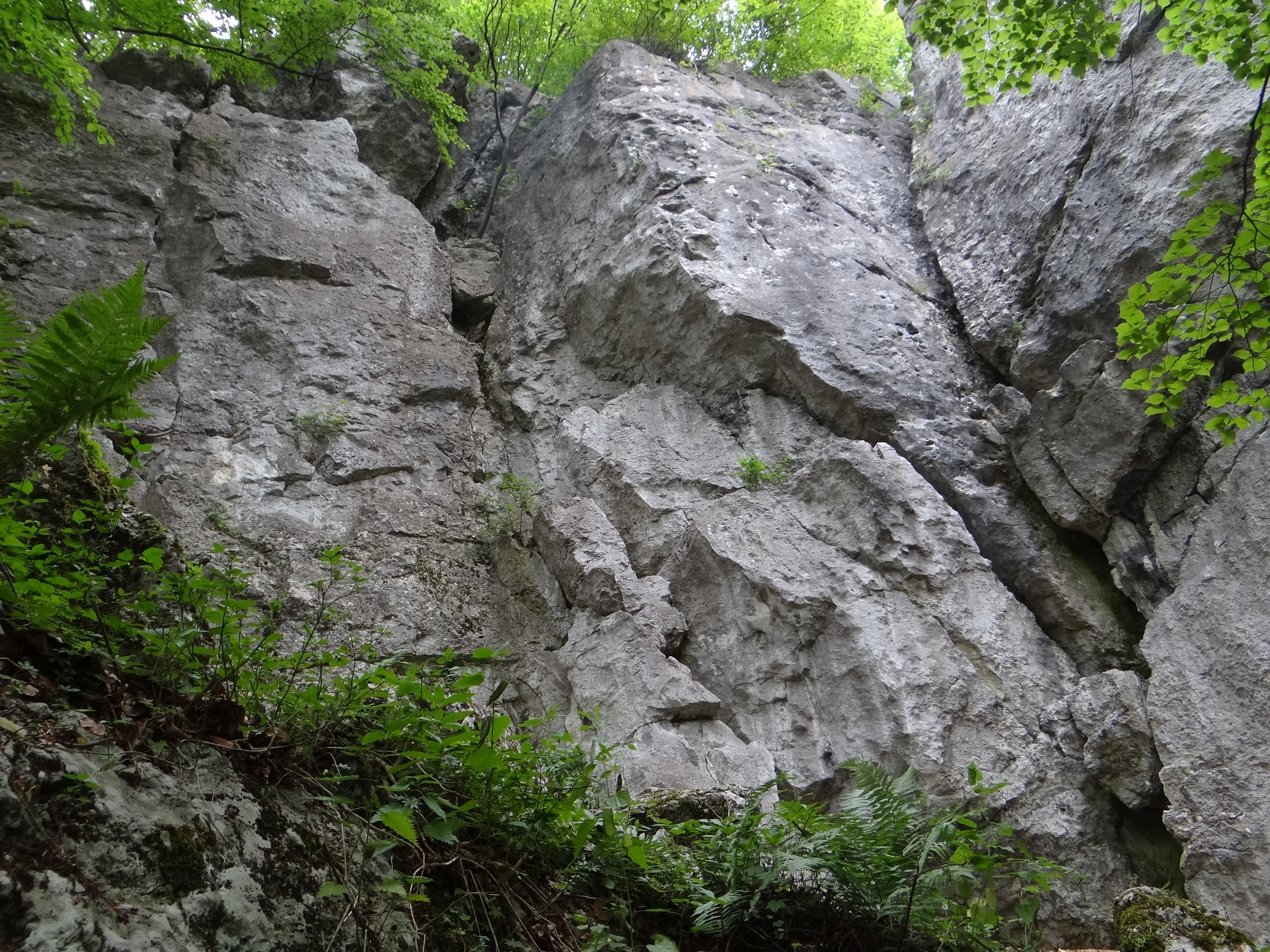
Gips IV
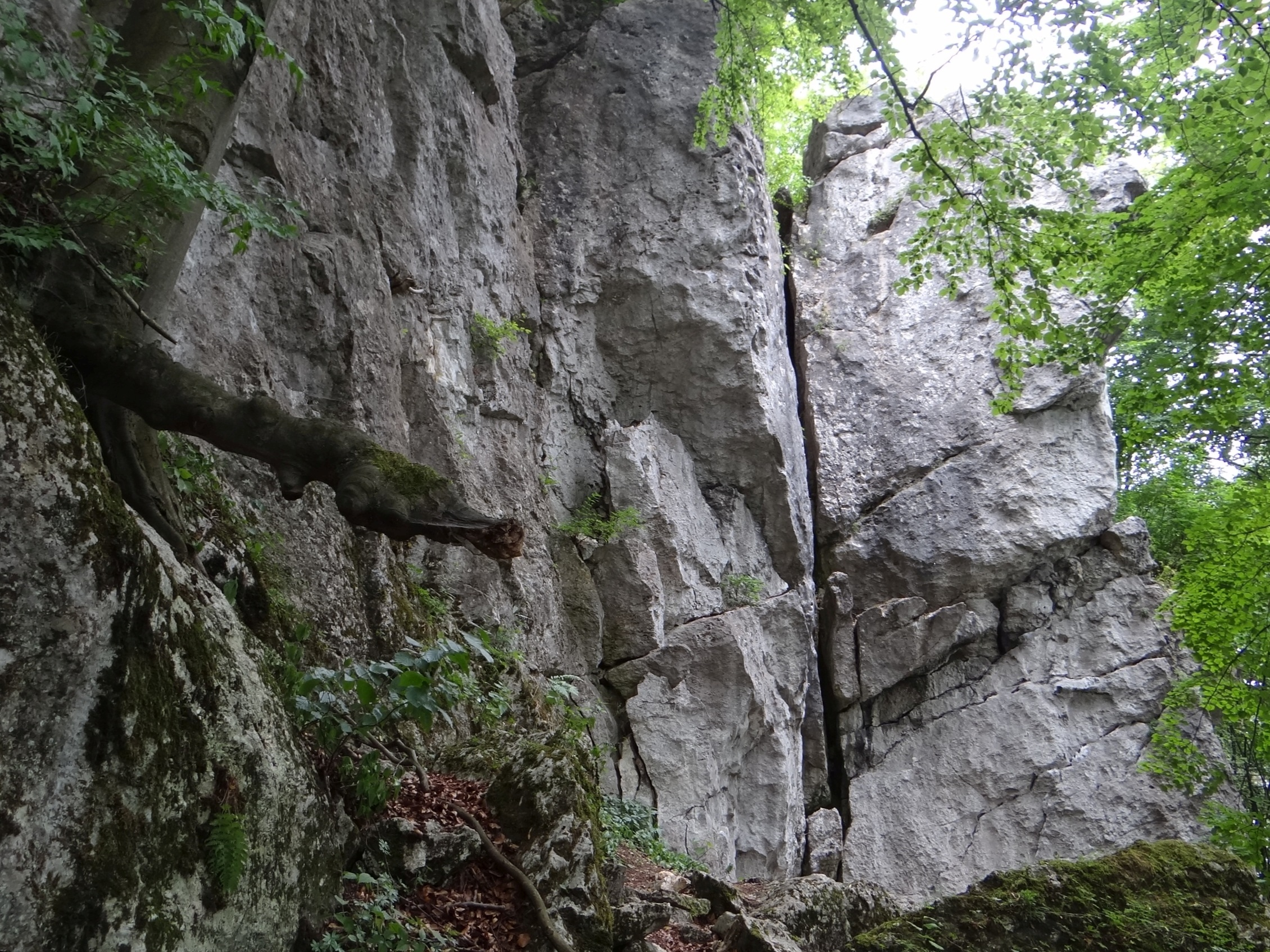
Gips V
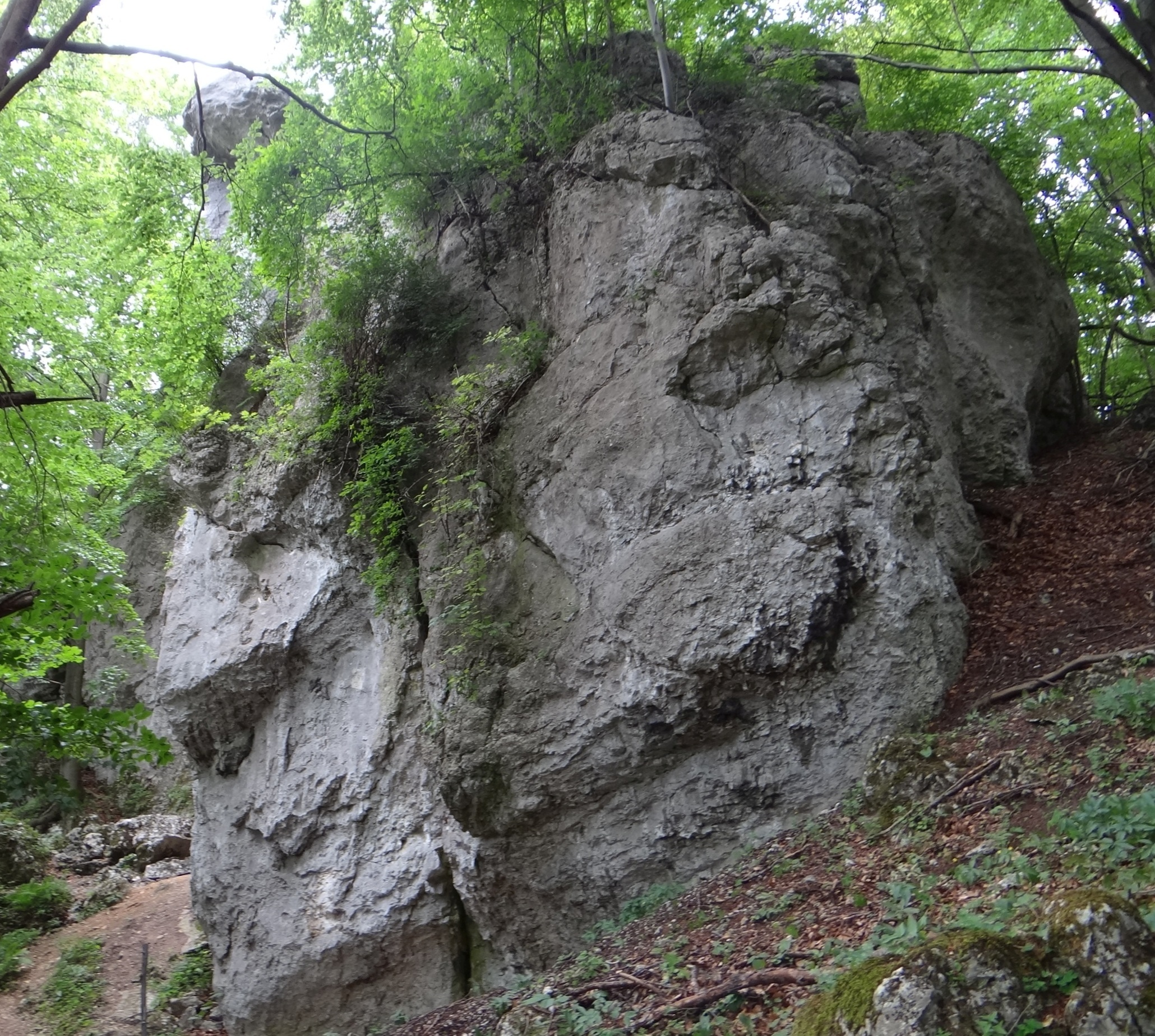
Gips VI
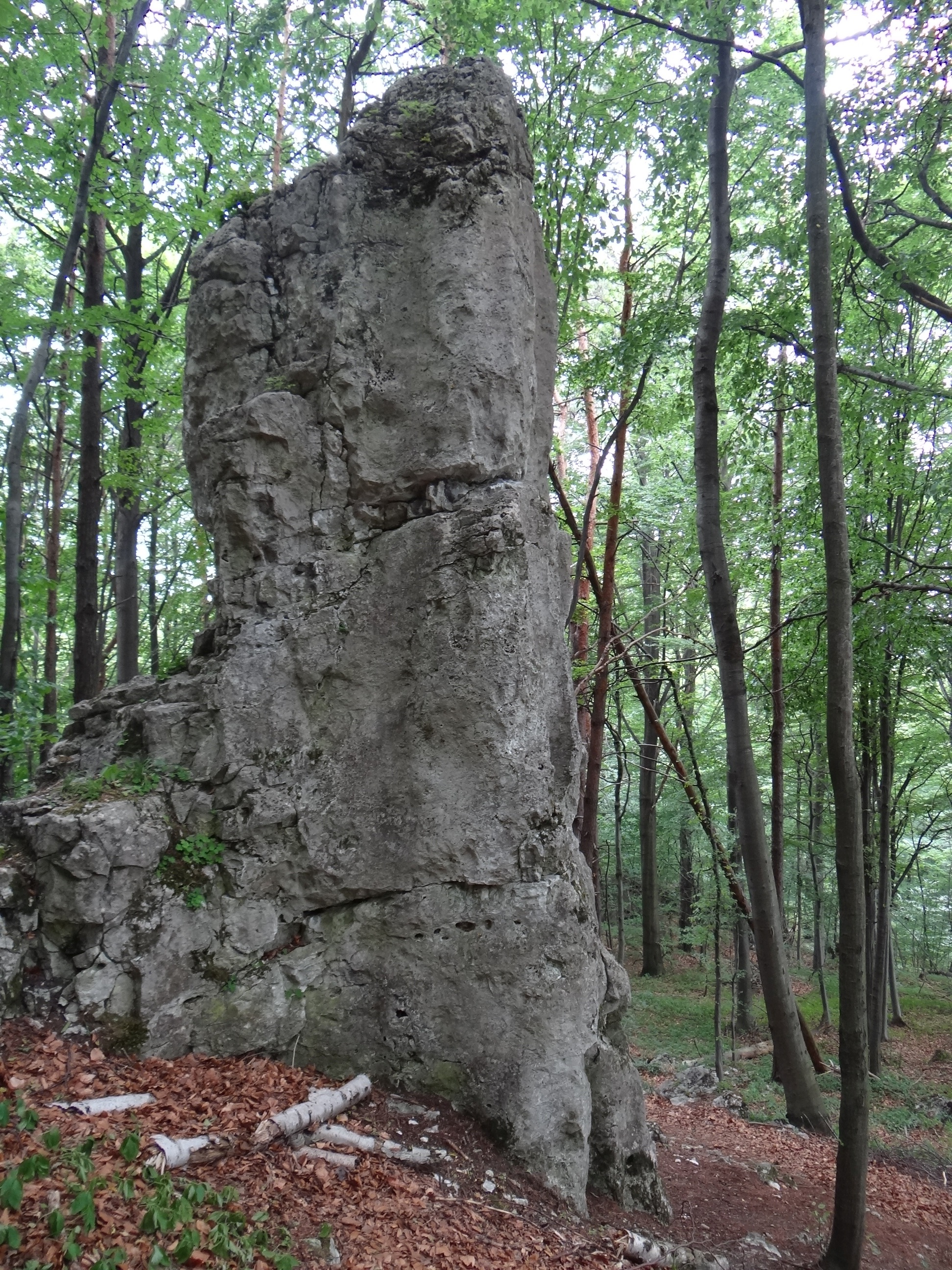
Gips VII
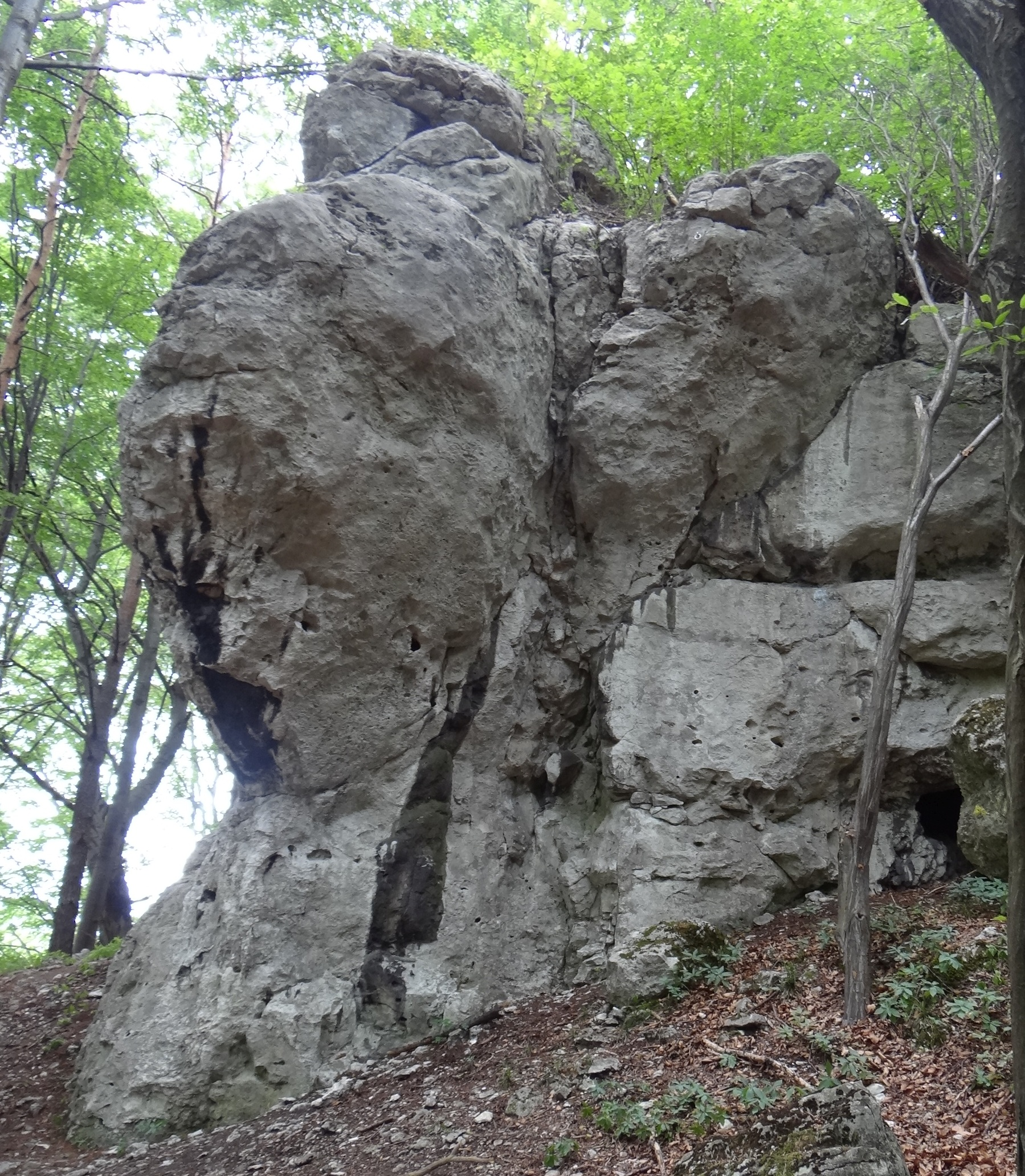
Gips VIII
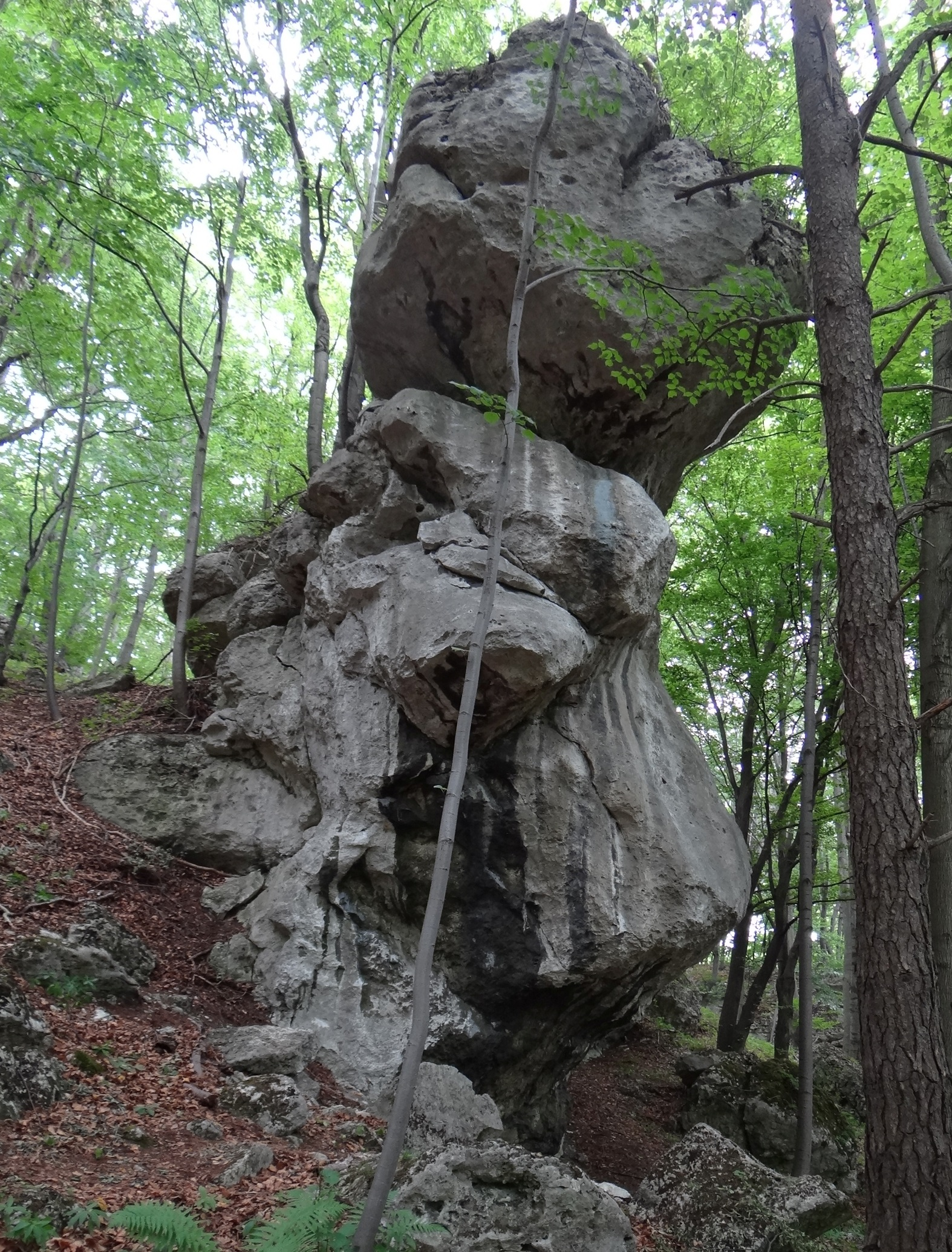
Biwakowa